# Volvo BZR
Volvo BZR (также известный как BZRLE) — электробусное шасси производства Volvo Bussar, выпуск которого начался в 2024 году.

## Описание
Выпуск шасси Volvo BZR начался в марте 2024 года в качестве дальнейшего развития низкопольного шасси Volvo BZL. Электробусы выпускаются как в двух-, так и в трёхосных конфигурациях. Модельный ряд предназначен как для скоростных, так и для междугородных маршрутов. В моторную гамму входит электродвигатель мощностью 200 кВт, который применяется в BZL и 7900e. Также существует возможность установки дополнительного двигателя для увеличения мощности до 400 кВт. Двигатели сочетаются с литий-железо-фосфатным аккумулятором 600 В, который применяется в грузовых электромобилях Volvo FH.
Серийное производство BZR намечено на 2025 год, при этом планируется, что первым автобусом на шасси BZR будет 8900 производства MCV Bus and Coach вместимостью до 110 пассажиров. Одновременно разрабатываются сочленённые версии BZR и BZRLE в роли преемников B12M/B340M.